# Харли Квин (ТВ серија)
Харли Квин (енгл. Harley Quinn) је америчка анимирана телевизијска серија за одрасле базирана на истоименом лику издавача DC Comics твораца Пола Динија и Бруса Тима. Писци и извршни продуценти серије су Џастин Халперн, Патрик Шумакер и Дин Лори и прати незгоде Харли Квин и њене најбоље пријатељице/партнерке у злочину Отровне Ајви након што је оставила свог дечка, Џокера. Премијера серије је била 29. новембра 2019. на стриминг услузи DC Universe и остварила критички успех, док су критичари похвалили анимацију, хумор, мрачан тон и гласовну глуму.
Премијера друге сезоне серије је била 3. априла 2020. Трећа сезона серије је наручена 18. септембра 2020, заједно са најавом да ће се серија заувек преместити на стриминг услугу HBO Max, након реконструкције стриминг услуге DC Universe.

## Радња
Харли Квин раскида са Џокером и удружујући се са Отровном Ајви покушава да се придружи суперзликовачкој организацији „Лига смрти”.

## Улоге
- Кејли Квоко као Харли Квин
- Лејк Бел као Отровна Ајви, Шерл
- Алан Тјудик као Глинолики, Џокер, Календар човек, доктор Замка, Краљ зачина[6]
- Тони Хејл као доктор Психо,[7] Феликс Фауст[8]
- Рон Фанчес као Краљ Ајкула
- Џејсон Александер као Сај Боргман
- Џеј Би Смув као биљка Френк

## Епизоде
| Сезона | Сезона | Епизоде | Епизоде | Оригинално емитовање | Оригинално емитовање | Оригинално емитовање |
| Сезона | Сезона | Епизоде | Епизоде | Премијера            | Финале               | Мрежа                |
| ------ | ------ | ------- | ------- | -------------------- | -------------------- | -------------------- |
|        | 1.     | 13      | 13      | 29. новембар 2019.   | 21. фебруар 2020.    |                      |
|        | 2.     | 13      | 13      | 3. април 2020.       | 26. јун 2020.        |                      |